# Trupanea swezeyi
Trupanea swezeyi
 es una especie de insecto díptero que William Alanson Bryan describió científicamente por primera vez en el año 1921.
Esta especie pertenece al género Trupanea de la familia Tephritidae.